# زيغمونت كامينسكي
زيغمونت كامينسكي (بالبولندية: Zygmunt Kamiński)‏ هو كاهن كاثوليكي بولندي، ولد في 22 فبراير 1933 في Gmina Bełżyce ‏ في بولندا، وتوفي في 1 مايو 2010 في شتشين في بولندا.